# 洪策尔
洪策尔是德国莱茵兰-普法尔茨州的一个市镇。总面积4.02平方公里，总人口261人，其中男性130人，女性131人（2011年12月31日），人口密度65人/平方公里。